# Mohler (Oregon)
Mohler (korábban Balm) az Amerikai Egyesült Államok északnyugati részén, Oregon állam Tillamook megyéjében, az Oregon Route 53 mentén elhelyezkedő önkormányzat nélküli település.
Névadója A. L. Mohler, a Union Pacific Railroad elnöke. A névváltozást 1911-ben vezették át E. E. Lytle, a Pacific Railway and Navigation Company vasútvonala kiépítőjének kérésére. A posta 1897 és 1959 között működött.

## Fordítás
- Ez a szócikk részben vagy egészben  a   Mohler, Oregon című angol Wikipédia-szócikk ezen változatának fordításán alapul.  Az eredeti cikk szerkesztőit annak laptörténete sorolja fel. Ez a jelzés csupán a megfogalmazás eredetét és a szerzői jogokat jelzi, nem szolgál a cikkben szereplő információk forrásmegjelöléseként.